# Federación anarquista de Gran Canaria
La Federación anarquista de Gran Canaria (FAGC por sus siglas) es una organización anarquista de la isla de Gran Canaria, fundada en 2011. Está centrada en la defensa del derecho a la vivienda digna.

## Historia
En un contexto de precariedad social y laboral, así como de crisis económica en las islas Canarias, la Federación anarquista de Gran Canaria nació a partir de la confluencia de distintos participantes del Movimiento 15-M en la plaza de San Telmo de Las Palmas de Gran Canaria, dentro del cual se identificaban como el bloque negro. Compartían "el sentimiento ácrata y un gran afán por promover un cambio en este sistema injusto". A partir de ahí, la FAGC se compuso de "grupos e individuos de distintos puntos de la isla, por personas y colectivos con diversas experiencias, sensibilidades y preferencias". El grupo, en parte compuesto por integrantes no anarquistas, está constituido en un 90% por mujeres.

## Premisas y actuaciones
Desde la FAGC tratan de buscar el autoabastecimiento a partir de la premisa haz según puedas y recibe según necesites y se han mostrado en contra de cualquier tipo de dirigismo. Reivindican el papel activo de la calle y la necesidad de una actuación horizontal y autogestionada. Defienden que hay que buscar primero soluciones prácticas y después desarrollar la teoría, exponiendo así los problemas de la práctica de forma autocrítica.
Han mostrado abiertamente sus críticas al sindicalismo amarillo.
En 2013, la FAGC consiguió realojar a más de 70 personas en inmuebles vacíos pertenecientes a entidades bancarias o financieras, siguiendo las ideas del movimiento okupa y hasta 2016 había conseguido realojar a más de 400 personas en la isla. La FAGC, a diferencia de la plataforma Stop Desahucios, pone énfasis en los casos de okupación, indigencia y alquiler de viviendas.
También se ocupan de la difusión de las ideas libertarias a través de las redes sociales y, durante sus primeros años, de un programa de radio semanal: Voces libertarias.
En 2018 surgió un proyecto para dar testimonio en un documental de las actuaciones de la FAGC y del Sindicato de Inquilinos de Gran Canaria, bajo el título Precaristas: crónica de la lucha por la vivienda en Gran Canaria.

### Comunidad "La Esperanza"
En el municipio de Santa María de Guía nació la organización Comunidad "La Esperanza", que constituye el proyecto de okupación más grande de España y el proyecto más ambicioso de la FAGC.

## Libros publicados
- Federación de anarquistas de Gran Canaria: las ideas, los hechos, Barcelona, Editorial Col-lectiu BAUMA.[5]
- Armas de barrio: Luchas por la vivienda y autoorganización, Alcoy, Editorial Milvus.[11]